# 고대 그리스 철학

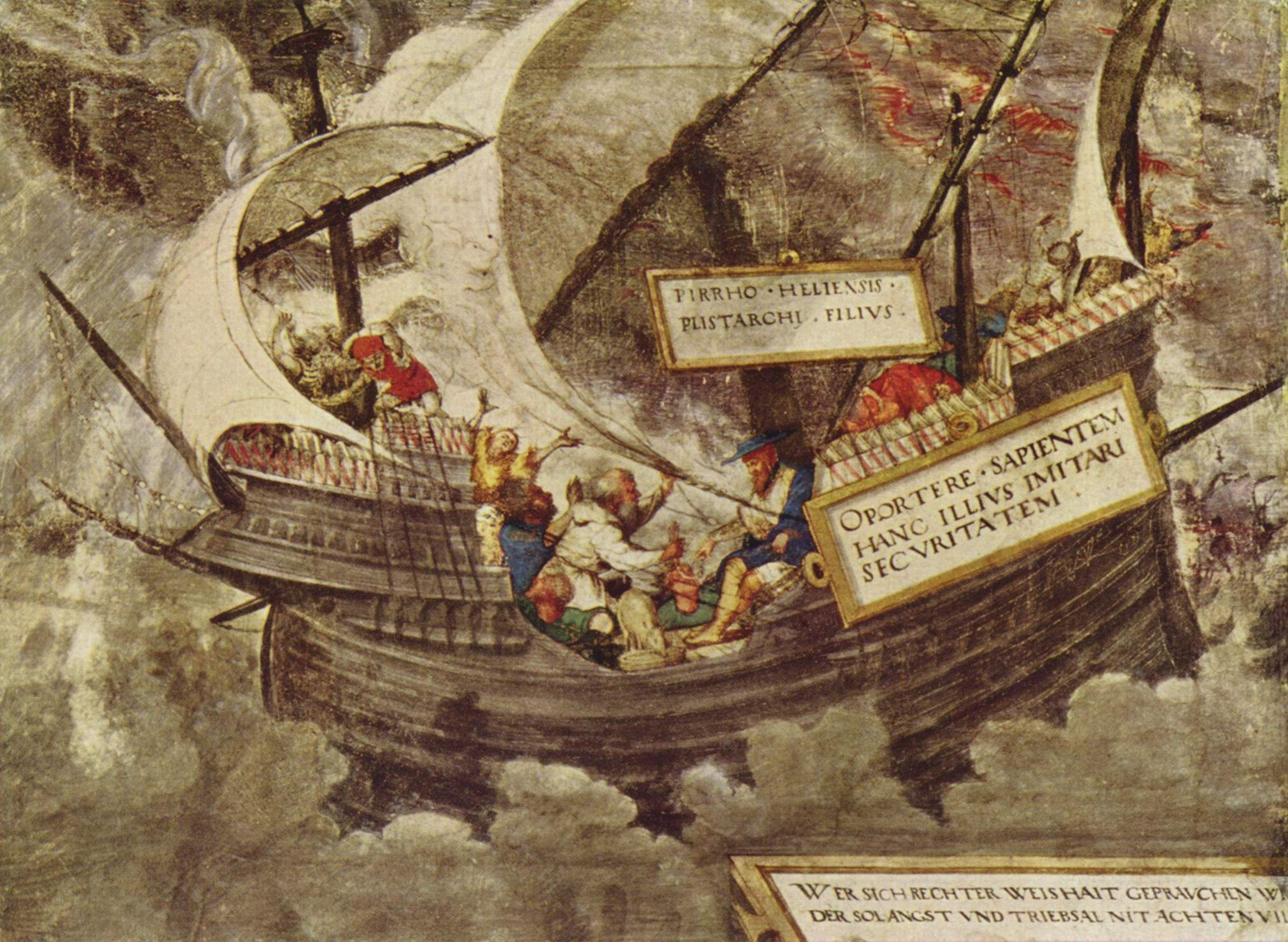
필론과 엠피리쿠스의 대화 (엠피리쿠스 스케치)

고대 그리스 철학(그리스어: Αρχαία Ελληνική φιλοσοφία)은 일찍이 고대 그리스에서 흥한 철학의 총칭. 현재에 말하는 철학 뿐만 아니라, 자연철학이나 수학을 포함한 학문이나 학구적 영위의 총칭이다.
'철학(고대 그리스어: φιλοσοφία, philosophia, 필로소피아)' 및 '철학자(필로소포스)'라는 말을 최초로 만든 사람은 피타고라스라고 전해진다. '철학자'를 포함한 '지자(소포스)'는 '소피스트(고대 그리스어: σοφιστής, sophistes, 소피스테스)'라고도 불려 시인도 여기에 포함되었다.
디오게네스 라에르티오스는 그리스 철학의 기원을, 아낙시만드로스로부터 시작되는 이오니아 학파(엄밀하게는 밀레투스 학파)와 피타고라스로부터 시작되는 이탈리아 학파(피타고라스 교단)로 크게 나누어, 소크라테스(소크라테스 학파)나 플라톤(고 아카데메이아 학파)은 전자의 계보로, 파르메니데스, 제논(함께 엘레아 학파), 에피쿠로스(에피쿠로스 학파)들은 후자의 계보라고 주장하고 있다. 한층 더 디오게네스 라에르티오스는, 철학에는 자연철학·윤리학·논리학의 세 개의 부문이 있으며, 우선 자연철학이 발달해, 그 다음에 소크라테스가 윤리학을 더해 제논이 논리학을 확립해, 윤리학에는 아카데메이아 학파, 키레네 학파, 앨리스 학파, 메가라 학파, 키니코스 학파, 에레트리아 학파, 궤변 학파(소피스트 등), 소요학파(페리파트스 학파), 스토아 학파, 에피쿠로스 학파라고는 10의 학파가 있었다고도 주장하고 있다.
일반적으로 탈레스로부터 아리스토텔레스까지를 이 구분에 포함한다.

## 소크라테스 이전 철학자
기원전 6세기경의 그리스에서는 본토보다도 식민지에서 문화가 더 발달하였는데, 특히 그리스 민족 중의 한 종족인 이오니아 인이 이주한 소아시아 서해안의 식민지는 무역 활동의 중심지였기 때문에 다른 여러 나라와의 접촉이 잦은 만큼, 전통적인 습속(習俗)이나 관념에 대하여 비판적 태도를 취함으로써 학문 탄생의 모태인 자유 정신, 합리 정신이 출현하였다. 특히 이오니아 식민지의 중심 도시 밀레토스에서 이러한 현상이 두드러졌는데, 철학의 할아버지라 불리는 밀레토스 출신의 탈레스와 그의 제자, 학우들로부터 그리스 철학의 제1기인 자연 철학의 시기가 시작되었다. 이 시기에 있어서의 그들의 관심사는 외견상 잡다하고, 변화 무궁한 자연 현상의 근저에는 어떤 근본 물질, 즉 원질(原質)이 있어서 이 원질의 변형, 변화에 의하여 만물이 생성하리라는 신념을 가지고 이 원질이 무엇이냐 하는 문제였다. 탈레스가 세계의 원질은 ‘물’이라고 한 이후에, 아낙시만드로스는 원질을 무어라 규정지을 수 없는 '무한자(無限者)'라고 라고 하였고, 아낙시메네스는 ‘공기’라고 하였다. 피타고라스는 세계가 ‘수’(數)로 이뤄져 있다고 하였으며, 혹은 크세노파네스와 파르메니데스는 다(多)와 변화를 감각의 미망에 불과한 것으로 보고, 불생불멸, 불변부동, 유일절대의 신(神) 혹은 '유(有)'를 주장하였다. 엠페도클레스는 어떤 한 개의 원질만 가지고서는 삼라만상을 설명하기에 불충분하다 하여 원질을 ‘물’, ‘불’, ‘공기’, ‘땅’의 4종이라고 하였고, 아낙사고라스는 이 4종으로도 부족하다 하여 질적으로 상이한 무수한 '종자(種子)'를 원질이라 주장하였다. 끝으로 데모크리토스는 모든 질적 차이를 양적 차이로 환원하고, 만물은 질적으로는 동일하나 오직 형태상으로만 차이가 있는 불가분할(不可分割)의 '원자(原子)'로부터 성립한 것이라고 주장하였다.
이와 같이 그리스 철학의 제1기는 데모크리토스에 이르러 완성되었으나 기원전 5세기 페르시아 전쟁 이후 아테네가 정치 문화의 중심지가 되자 자연계보다 인간계에 사람들의 관심이 집중되고, 이에 따라 그리스 철학은 제2기인 인간 연구의 시기로 들어가는데, 그때 중요한 역할을 한 것이 소피스트들이었다. 개인의 문제를 흥미의 중심으로 하고, 따라서 국가 전체를 분리하게 한 그들의 운동이 그리스 시대의 계몽 운동이라고 불리는 것은 당연한 일이다. 개인은 자기의 의사를 관철하기 위해서는 인민 집회(人民集會)나 법정(法廷)에 있어서, 상대편을 설복할 수 있는 교양을 간직하고 있지 않으면 안 되었다. 이 교양을 전수한 것이 소피스트들인데, 그때 그들에게 있어서는 일체의 인식의 완전한 상대성이 철학상의 가정(假定)이었다. 그 결과 그들은 "부정(不正)도 정(正)으로 만들 수 있다"고 공언하기를 꺼리지 않았다. 그들의 철학에는 많은 부정적인 면이 있었음에도 불구하고, 생산적인 맹아(萌芽)도 포함되어 있었다. 즉 인간을 고찰의 중심으로 한 것은 인식론과 윤리학의 연구를 촉진시켰고, 또 학문, 법률, 도덕, 종교 등에 있어서의 일체의 보편타당성에 대한 소피스트적 부정이야말로 이러한 인류의 재보를 위한 전사로서의 소크라테스를 분기(奮起)시킨 기연(機緣)이 되었던 것이다.

## 고대 그리스 철학
소크라테스는 소피스트의 상대주의에 맞서 장인이 장인으로서의 훌륭함(아레테)을 수행하려면 그 기능 또는 기술에 대해서 잘 알아야 하듯이, 인간으로서의 훌륭함(아레테), 즉 덕을 수행하려면 그것에 대해서 알아야 한다고 주장하였다. 불행하게도 소크라테스는 인심을 거스른 사고로부터 각성시키려고 한 그의 태도 때문에 근시안적인 아테네의 주권자로부터 "신을 부정하고 청년들을 현혹시켰다"는 죄목으로 기소되어 기원전 399년 독배를 마시게 되었다.
소크라테스가 비명(非命)의 생애를 마친 뒤에 그의 제자들은 분열하여, 진정한 철학적 견지를 유지하려고 한 일파와, 스승으로부터 단순히 도덕적 자주만을 받아들여 오직 이 일면의 수양만을 문제삼은 사람들로 분파(分派)되었다. 후자에 속하는 것은 키니코스 학파와 키레네 학파이다. 키니코스 학파에 있어서 덕(德)이란 무욕(無欲)이었다. 그들은 이 원칙을 철저히 그들의 생활에 있어서 실천하고 고대 수도승으로서 각지를 방랑하면서 세상 사람들에게 시범을 보였다. 이 키니코스 학파와 정반대되는 키레네 학파는 '최고선이란 향락이다'라는 쾌락주의의 철학을 창도하였다.
키니코스 학파와 키레네 학파를 비롯한 '불완전한 소크라테스의 무리'에 비하여 진정한 철학의 길을 걸은 제자는 플라톤이다. 플라톤은 초기의 대화편(對話篇)에서는 소크라테스를 주인공으로 하여 주로 도덕적인 개념을 엄밀히 규정하고자 노력하였으나, 그 후 점점 인식론적, 형이상학적으로 심화되어, 모든 감성적인 것의 원형(原型) 또는 본(本)으로서 영원 불멸한 이데아(idea)에 관한 설을 주장하게 되었다. 플라톤은 끊임없이 유전 변화(流轉變化)하고 우리의 감관 지각(感官知覺)의 대상인 현실세계를 넘어선 곳에 그 원형이요 이상인 이데아의 세계가 존재한다고 주장하였다.
이에 반해 플라톤의 제자인 아리스토텔레스는 플라톤의 초월론적인 세계의 존재론을 인정하지 않고 이데아를 사물 가운데 내재(내재 형상)하는 것이라 하였다. 다시 말하면 사물은 이데아(이 말은 형상, 본질, 본성을 의미한다)와 그 기저(基底)로서의 질료(質料) 등 두 요소로부터 성립하는 것이며, 질료가 그 이데아를 완전히 실현하려고 하는 곳에 운동, 변화가 일어난다는 것이다. 아리스토텔레스는 스승이 세운 학교 아카데메이아를 스승 사후에 떠나 자신의 학교인 리케이온(Lykeion)을 거닐면서 강의하였으므로, 후세에 그의 학파를 소요학파(逍遙學派, Peripatetics)라고도 한다. 그는 일체의 지식을 포괄하려는 희망을 품은 최초의 사람으로서, 그의 연구는 자연 과학, 역사, 교육, 문학, 정치 등을 아울렀다.
- 소크라테스
- 플라톤 (고 아카데메이아파)
- 아리스토텔레스 (소요학파 또는 페리파트스파)
- 키니코스 학파 (견유학파) - 안티스테네스(소크라테스의 제자), 디오게네스, 테베의 크라테스
- 키레네 학파 - 아리스티포스(소크라테스의 제자)
- 메가라 학파 - 소크라테스의 제자인 메가라의 에우크레이데스가 설립.
- 엘리스/에레트리아 학파 - 엘리스의 파이돈이 설립.

## 헬레니즘 철학
고전적 그리스는 헬레니즘 시대로 들어가고, 국가적 지반의 상실과 더불어 개인주의는 결정적 승리를 거두고 자기 자신 외에는 의지할 곳을 가지지 못한 개인을 위하여 실천적 생활규범을 부여할 필요가 있었다. 이 시대 이후에 발생하고 그 후 중요한 의미를 가지게 된 여러 학파는 형이상학이나 물리학도 연구하였으나 그들의 주요 관심사는 윤리학 특히 개인 윤리학이었다. 스토아 학파는 외물(外物)의 지배를 받지 않고 자족(自足)한 현자(賢者)의 심경을, 에피쿠로스 학파는 진정한 내적(內的) 쾌감을 추구하고, 회의학파(懷疑學派)는 외계(外界)의 모든 것을 의심하였다. 스토아 학파의 활동은 기원전 300년경으로부터 로마 제정시대까지 계속되고, 에피쿠로스 학파도 수백 년 동안 큰 영향을 미쳤다. 고대 철학은 신지학(神智學, theosophy)에 의하여 완결된다. 인간지(人間知)의 불완전성이 증명되었으므로 구제는 신앙에 의하여 획득할 수밖에 없었다. 그러나 최후로 다시 또 한번, 여러 선행학설(先行學說)을 기초로 하여 시대의 요구에 응한 일종의 철학을 구성하려는 시도가 행하여졌다. 일체 사물의 정신적 본원(本源)으로서 이데아를 내세우고, 이데아의 창조자로서는 신(神)을 생각하고, 신비적 직관(直觀)에 의하여 신의 경지를 체험하려고 하는 것이 신플라톤 학파의 근본사상이었다. 신플라톤 학파나 이와 유사한 경향은 이에 대항하는 일대 세력으로서 기독교가 출현하자 압도되었다.
- 신플라톤주의 - 플로티노스(이집트인), 암모니오스 삭카스(Ammonius Saccas), 포르피리오스(Porphyry, 시리아인), 제토스(Zethos, 아랍인), 이암블리코스(Iamblichus, 시리아인), 프로클로스(Proclus)
- 아카데메이아파 회의주의 (중기 아카데메이아파) - 아르케실라오스, 카르네아데스
- 피론주의 - 피론, 섹스투스 엠피리쿠스
- 스토아 학파 - 제논, 클레안테스(Cleanthes), 크리시포스, 말로스의 크라테스(Crates of Mallus), 파나이티오스(Panaetius), 포세이도니오스, 세네카(로마인), 에픽테토스, 마르쿠스 아우렐리우스(로마인)
- 에피쿠로스 학파 - 에피쿠로스, 르크레티우스(로마인)
- 신피타고라스 주의 (Neopythagoreanism)
- 절충주의(Eclecticism)? - 키케로

## 중세
중세에는, 그리스 철학은 서양에서는 잊혀졌다. 로마의 몰락과 함께, 서양에서 희랍어의 읽는 법을 아는 사람도 적게 되었다. 이슬람교 아바스 왕조의 칼리프들은 그리스 철학의 사본을 수집하고, 번역가를 고용했다. 킨디, 파라비, 이븐 시나, 이븐 루시드라는 이슬람 철학 사람들이 이슬람교의 문맥 안에서 그리스 철학을 다시 해석했다. 그것이 중세 성기에 유럽에 전파해 아라비아어로부터 라틴어로 번역을 통하고, 그리스 철학이 서양에서 부활했다. 그리스 철학은 아라비아의 새로운 주석과 함께, 토마스 아퀴나스 등의 중세 철학에 다대한 영향을 주었다.

## 참고 문헌
- 우치야마 카츠토시 외 편, 편집. (2008년 2월). 《철학의 역사》. 제1권(고대 1)(철학 탄생). 중앙공론 신사. ISBN 978-4-12-403518-6.
- 카토신랑 (1996년 2월). 《그리스 철학사》. 도쿄대학 출판회. ISBN 978-4-13-012054-8. 2013년 8월 5일에 원본 문서에서 보존된 문서. 2016년 11월 9일에 확인함.
- 키케로 (2002년 3월). 《트스크루무장대담집》. Cicero-선집 12(철학 5). 키무라 켄지 ・ 이와타니 사토시 역. 이와나미 서점. ISBN 4-00-092262-9. 2016년 3월 5일에 원본 문서에서 보존된 문서. 2012년 4월 7일에 확인함.
- 《초기 그리스 자연철학자 단편집》. 치기미 학예 문고 1. 쿠사카베길신 편역. 지쿠마 서점. 2000년 11월. ISBN 4-480-08596-3.  - 탈레스·아낙시만드로스·아낙시메네스·피타고라스·크세노파네스·헤라클레이토스·파르메니데스·제논·메릿소스의 약전·학설·단편을 수록.
- 《초기 그리스 자연철학자 단편집》. 치기미 학예 문고 2. 쿠사카베길신 편역. 지쿠마 서점. 2001년 1월. ISBN 4-480-08597-1.  - 엠페도클레스·피로라오스·아르큐타스·아낙사고라스의 약전·학설·단편을 수록.
- 《초기 그리스 자연철학자 단편집》. 치기미 학예 문고 3. 쿠사카베길신 편역. 지쿠마 서점. 2001년 7월. ISBN 4-480-08598-X.  - 레우키포스·데모크리토스의 약전·학설·단편을 수록.
- 코토우 테츠아키 (2005년 4월). 《현대 사상으로서의 그리스 철학》. 치기미 학예 문고. 지쿠마 서점. ISBN 4-480-08906-3.  - 탈레스·헤라클레이토스·파르메니데스·소크라테스·플라톤·마르쿠스 아우렐리우스를 논한다.
- 사이토 시노부수 (1987년 11월). 《Platon 이전의 철학자들그리스 철학사 강의》. 이와나미 서점. ISBN 4-00-002003-X.
- 데이비드・세드레이 편저 (2009년 6월). 《고대그리스・로마 철학 켐브리지・컴퍼니언》. 우치야마 카츠토시 감역. 교토 대학 학술 출판회. ISBN 978-4-87698786-3. 
  1. '고대 철학에 있어서의 논의의 방법', 조나단・번즈 저, 키노시타 아키라 미 역
  2. '소크라테스 이전의 철학자들', 말콤・스코피르드 저, 야마다 미치오 역
  3. '소피스트와 소크라테스', 사라・블로우 디 저, 카마타 마사토시 역
  4. '플라톤', 크리스토퍼・로우 저, 카나야마 야헤이 역
  5. '아리스토텔레스', 존・M・쿠퍼 저, 사카시타 코지 역
  6. '헬레니즘 철학', 잭・브란슈비크 ・ 데이비드・세드레이 저, 대초휘정 역
  7. '로마 철학', A・A・롱 저, 무라카미 마사하루 역
  8. '철학과 문예', 마사・C・누스바움 저, 우치야마 카츠토시 역
  9. '후기 고대 철학', 프랑스・A・J・드・하스 저, 국편 에이지 역
  10. '철학과 과학', R・J・한 킹슨 저, 키하라 시노 역
  11. '철학과 종교', 그렌・W・모우스트 저, 와다리박 역
  12. '고대 철학의 유산', 질・클레이 저, 니시오 코지 역
- 디오게네스 라에르티오스 (1984년 10월). html 《그리스 철학자 열전》 |url= 값 확인 필요 (도움말). 이와나미 문고 (상). 카쿠창슌 역. 이와나미 서점. ISBN 4-00-336631-X. [깨진 링크(과거 내용 찾기)]
- 디오게네스 라에르티오스 (1989년 9월). html 《그리스 철학자 열전》 |url= 값 확인 필요 (도움말). 이와나미 문고 (중). 카쿠창슌 역. 이와나미 서점. ISBN 4-00-336632-8. [깨진 링크(과거 내용 찾기)]
- 디오게네스 라에르티오스 (1994년 7월). html 《그리스 철학자 열전》 |url= 값 확인 필요 (도움말). 이와나미 문고 (하). 카쿠창슌 역. 이와나미 서점. ISBN 4-00-336633-6. [깨진 링크(과거 내용 찾기)]

## 같이 보기
- 사상가 일람
- 서양 고전학
- 서양 철학
- 지중해 세계